# Arménie sassanide
Ne doit pas être confondu avec Persarménie ou Arménie perse.
428–646
Entités précédentes :
- Royaume d'Arménie

Entités suivantes :
- émirat d'Arménie

L’Arménie sassanide ou marzpanat d'Arménie désigne l'Arménie sous la domination de l'Empire sassanide, de 428 à 646.
Jusqu'en 428, l'Arménie est gouvernée par des rois issus de la famille des Arsacides, qui a également gouverné la Perse avant que les Sassanides ne l'y renversent en 224. Pour ceux-ci, les rois d'Arménie représentent un danger, car ils peuvent toujours se poser en prétendants légitimes au royaume de Perse. Aussi, lorsqu'ils ont définitivement pris possession de l'Arménie, ils décident d'abolir la royauté arsacide. Les cadets de la famille, par sécurité, émigrent à Byzance. Pour gouverner l'Arménie, les rois sassanides nomment des gouverneurs, ou marzbans, le plus souvent choisis parmi les nobles arméniens. Ce système perdure jusqu'au VIIe siècle. À partir de 624, l'empereur Héraclius mène une guerre contre la Perse, et conquiert l'Arménie en 627. Il nomme ensuite plusieurs marzbans, et Constant II Héraclius, l'un de ses successeurs, transforme en 646 le titre de marzban en prince d'Arménie, tout en conservant le droit de les nommer.

## Liste desmarzpansd'Arménie
| Dates              | Marzpan                                             | Notes |
| ------------------ | --------------------------------------------------- | --- |
| 428-442            | Veh Mihr Chapour                                    | Seigneur iranien, nommé par le roi sassanide Vahram V. |
| 442-451            | Vasak, prince de Siounie                            | Noble arménien, nommé par le roi sassanide Yazdgard II. Destitué en 451. |
| 451-465            | Adhour Hordmidz (forme arménienne : Adrormizd)      | Seigneur iranien, nommé par le roi sassanide Yazdgard II. |
| 465-481            | Adhour Gouchnasp (forme arménienne : Ardervechnasp) | Seigneur iranien, nommé par le roi sassanide Péroz Ier. |
| 481-482            | Sahak II Bagratouni                                 | Noble arménien, élu par les nobles insurgés. Tué à la bataille d'Akesga. |
| 482-482            | Chahpouhr Mihran                                    | (Occupation militaire). |
| 482-483            | Vahan Ier Mamikonian                                | Chef du gouvernement provisoire. |
| 483-483            | Zarmihr Karen                                       | (Occupation militaire). |
| 483-484            | Chahpouhr de Reyy                                   | Seigneur iranien, nommé par le roi sassanide Péroz Ier. Pour la même période, Cyrille Toumanoff propose un marzpan du nom d'Andigan. |
| 484-505            | Vahan Ier Mamikonian (pour la seconde fois)         | Noble arménien, nommé par le roi sassanide Péroz Ier. |
| 505 ou 510         | Vard Mamikonian ou Vard le Patrice                  | Frère du précédent, reconnu marzpan par le roi sassanide Kavadh Ier. |
|                    | Plusieurs marzpans perses                           | Selon Samuel d'Ani : « Après le patrice Vard, frère de Vahan, des marzpans perses gouvernèrent l'Arménie pendant onze ans ... Le gouvernement d'Arménie passa ensuite à Mjej de la famille Gnouni, qui l'exerça trente ans ». |
| 518-548            | Mejēj Ier Gnouni                                    | Mentionné par Cyrille Toumanoff, Gérard Dédéyan et René Grousset. |
| 548-552 ou 552-554 | Gouchnasp Bahrām                                    | |
| 552-560 ou 554-560 | Tan-Châhpouhr                                       | |
| 560-564            | Varazdat                                            | |
| 564-572            | Souren                                              | |
| 572                | Vardan III Mamikonian                               | Gouvernement insurrectionnel. |
| 572                | Mihrān Mihrevandak                                  | Général envoyé par le roi sassanide Khosro Ier. |
| 572-573            | Vardan III Mamikonian                               | De nouveau (gouvernement insurrectionnel). À la place de ces trois périodes, Cyrille Toumanoff donne un unique Vardān-Goushnasp. Peut-être faut-il voir une confusion avec Vardan Mamikonian. |
| 573-574            | Glōn Mihrān                                         | |
| 573-576            | Vardan III Mamikonian                               | Sous protectorat byzantin. Pour la même période, Krikor Jacob Basmadjian et Cyrille Toumanoff donnent Philippe, prince de Siounie. |
| 576                | Tamkhosrau                                          | Seigneur iranien, nommé par le roi sassanide Khosro Ier. |
| 576-578            | Varaz Vzour                                         | Seigneur iranien, nommé par le roi sassanide Hormizd IV. |
| 579-586            | Pahlav                                              | Seigneur iranien, nommé par le roi sassanide Hormizd IV. |
| 586-590            | Frahât                                              | Seigneur iranien, nommé par le roi sassanide Hormizd IV. |
| 590-592            | Hrartin (Fravardin)                                 | Seigneur iranien, nommé par le roi sassanide Hormizd IV. |
| 591-591            | Moušeł II Mamikonian                                | Gouverneur, installé par les Byzantins. |
| 592-605            | Vindātakān                                          | Ces cinq marzbans sont donnés par Cyrille Toumanoff. |
| 592-605            | Nakhvēfaghan                                        | Ces cinq marzbans sont donnés par Cyrille Toumanoff. |
| 592-605            | Merakbōūt                                           | Ces cinq marzbans sont donnés par Cyrille Toumanoff. |
| 592-605            | Yazdēn                                              | Ces cinq marzbans sont donnés par Cyrille Toumanoff. |
| 592-605            | Bōūtmah                                             | Ces cinq marzbans sont donnés par Cyrille Toumanoff. |
| 604-611 ou 616     | Smbat IV Bagratouni                                 | Il n'est pas mentionné comme marzban d'Arménie par Cyrille Toumanoff. Selon René Grousset, après ses victoires en Hyrcanie, Khosro II le fait marzban d'Arménie, avant 604. Grousset ajoute en note que « Sembat paraît avoir conservé ses fonctions jusqu'à sa mort en 616-617 », mais il indique par ailleurs trois marzbans, l'un de 611 à 613 (Chahrayanpet), un autre en 613 (Pârsâyênpet) et un troisième de 616 à 619 (Nâmdar-Gouschnasp). |
| 611-613            | Schahrayeanpet                                      | Marzpan à Dvin, dans l'est de l'Arménie, tandis que Shahen Vahmanzadhaghan est pahghospan dans l'ouest de l'Arménie, tous deux nommés par Khosro II. |
| 613-613            | Parschenazdat                                       | Seigneur iranien, nommé par Khosro II. |
| 616-619            | Nāmdār-Gouchnasp                                    | Seigneur iranien, nommé par Khosro II. |
| 619-624            | Shāhraplakan (Sarablagas)                           | Seigneur iranien, nommé par Khosro II. |
| 624-627            | Rotchvēhān                                          | Seigneur iranien, nommé par Khosro II. |
| 627-628            |                                                     | Une grande partie de l'Arménie devient province byzantine. |
| 628-634            | Varaz-Tiroç II Bagratouni                           | Nakharar arménien, nommé marzpan pour les provinces restées perses par le roi sassanide Kavadh II. Devant les démêlés de la Perse avec les Arabes, Varaz-Tiroç se rapproche des Byzantins. |
| 630-635            | Mejēj II Gnouni                                     | Nakharar arménien, nommé gouverneur par Héraclius pour l'Arménie byzantine |
| 635-638            | Davith Saharouni                                    | Il tue Mejēj Gnouni, se proclame général du corps d'occupation byzantin, est ensuite reconnu par Héraclius qui le fait curopalate et ichkhan d'Arménie. |
| 638-643            |                                                     | Pas d'autorité centralisée, plusieurs nakharark se partagent le pouvoir. |
| 643-645            | Théodoros Rechtouni                                 | |
| 645-646            | Varaz-Tiroç II Bagratouni                           | À la chute de l'Empire sassanide, il devient prince d'Arménie. |